# Храм Тихвинской иконы Божией Матери (Арзамас)
Храм Тихвинской иконы Божией Матери на Тихвинском кладбище — православный храм в городе Арзамас Нижегородской области. Относится к Нижегородской епархии Русской православной церкви.

## История
Храм был построен в 1773—1777 годах на средства арзамасского купца Матвея Степановича Маслёнкова. В этот храм Масленников принёс свою родовую святыню — большую икону Божией Матери «Тихвинскую».
С самого освящения храма ежегодно в день праздника Тихвинской иконы Божьей матери (26 июня по ст. ст.) совершался крестный ход из собора на кладбище. По воспоминаниям, это был особо светлый праздник для всей нижней части города, когда кладбище посещали жители почти всего города, Выездной Слободы и окрестных сёл.
В приходе был второй храм - иконы Божией Матери "Всех скорбящих Радость" с приделами: правым, в честь поклонения веригам апостола Петра и левым, святителя Тихона Воронежского.
В 1931 году храм в честь Тихвинской иконы Божией Матери был закрыт. В нём разместился городской морг.
В 2001 году храм возвращён Нижегородской епархии. Восстановительные работы начались в 2004 году. Богослужения возобновились в 2005 году.
7 ноября 2010 года архиепископ Нижегородский и Арзамасский Георгий (Данилов) совершил чин освящения кладбищенского храма в честь иконы Божией Матери «Тихвинская».

## Духовенство
- Настоятель храма — иерей Дионисий Давыдов[4]